# Gabrovnica, Srbija
Gabrovnica (izvirno srbsko Габровница) je naselje v Srbiji, ki upravno spada pod Občino Knjaževac; slednja pa je del Zaječarskega upravnega okraja.

## Demografija
V naselju živi 10 polnoletnih prebivalcev, pri čemer je njihova povprečna starost 72,7 let (73,0 pri moških in 72,3 pri ženskah). Naselje ima 7 gospodinjstev, pri čemer je povprečno število članov na gospodinjstvo 1,43.
To naselje je popolnoma srbsko (glede na rezultate popisa iz leta 2002), a v času zadnjih treh popisov je opazno zmanjšanje števila prebivalcev.
|  |

| Demografija | Demografija     | Demografija     |
| Leto        | Št. prebivalcev | Št. prebivalcev |
| ----------- | --------------- | --------------- |
|             |                 |                 |
|             |                 |                 |
|             |                 |                 |
|             |                 |                 |
| 1948        | 792             |                 |
| 1953        | 706             |                 |
| 1961        | 603             |                 |
| 1971        | 201             |                 |
| 1981        | 57              |                 |
| 1991        | 27              | 27              |
| 2002        | 10              | 10              |
|             |                 |                 |

| Etnična sestava po popisu iz leta 2002 | Etnična sestava po popisu iz leta 2002 | Etnična sestava po popisu iz leta 2002 | Etnična sestava po popisu iz leta 2002 | Etnična sestava po popisu iz leta 2002 |
| -------------------------------------- | -------------------------------------- | -------------------------------------- | -------------------------------------- | -------------------------------------- |
| Srbi                                   | Srbi                                   |                                        | 10                                     | 100,0%                                 |
| Neznano                                | Neznano                                |                                        | 0                                      | 0,0%                                   |